# Adipocyt

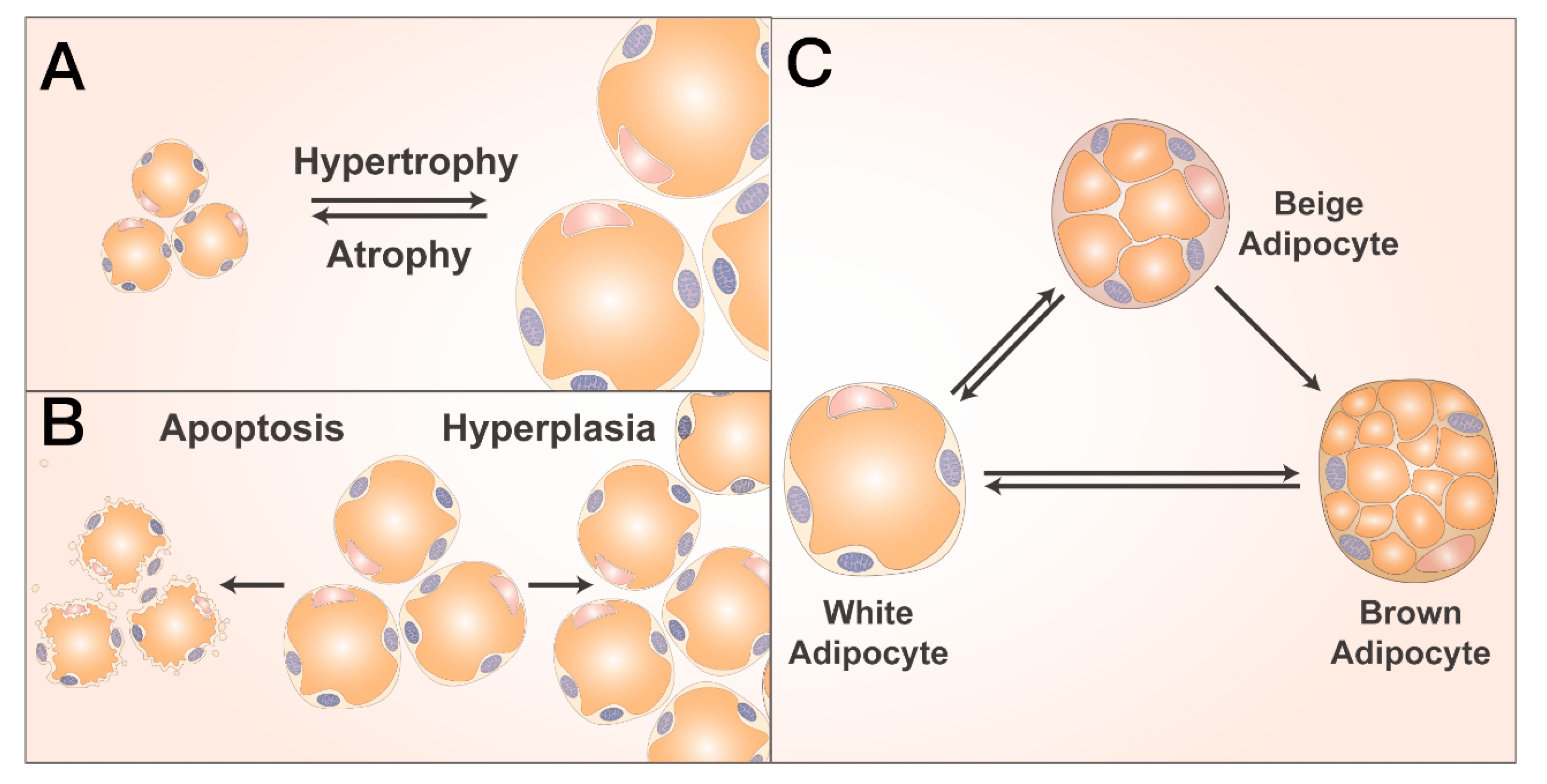
De plasticiteit in adipocytgrootte, aantal en soort.

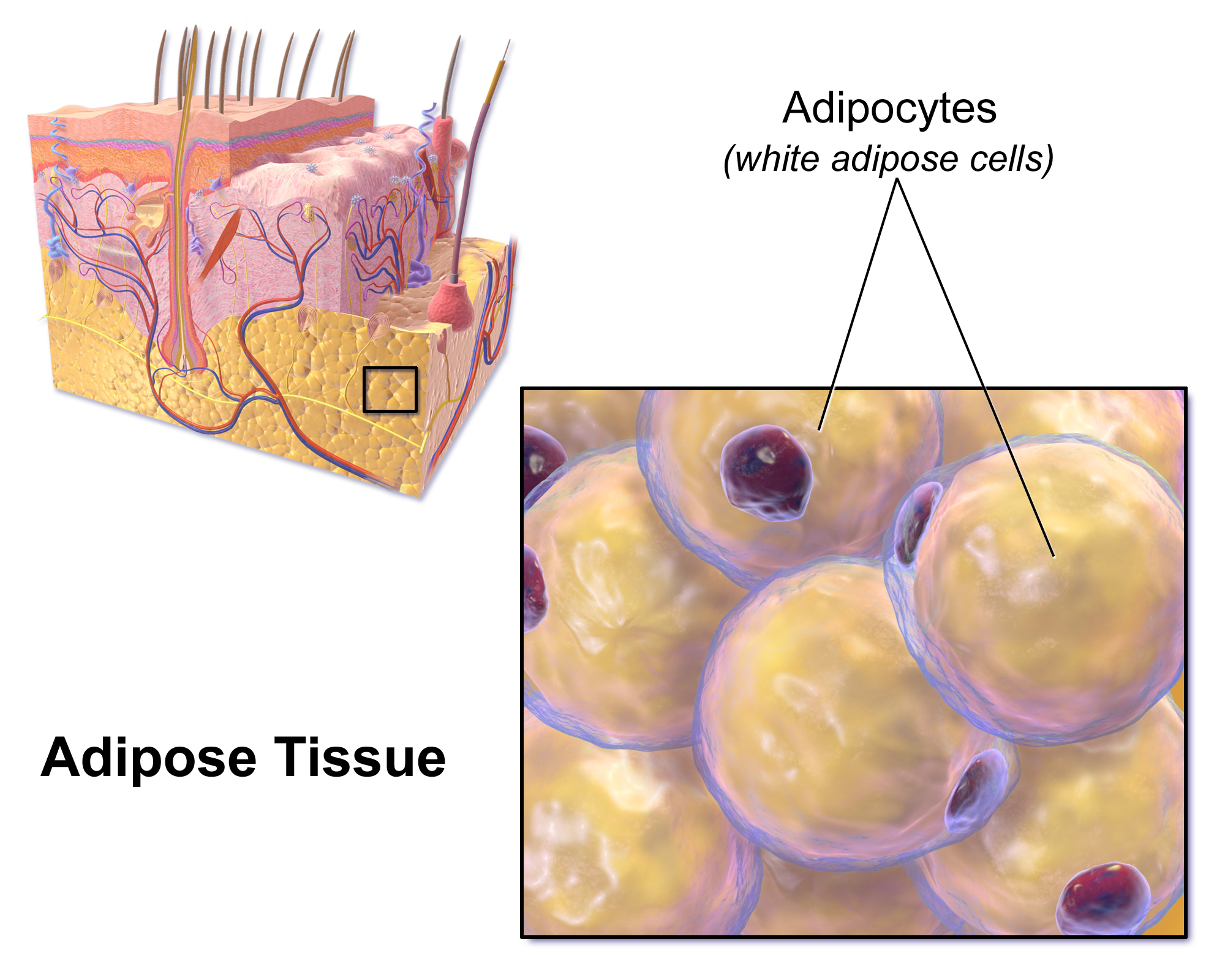
Witte adipocyten

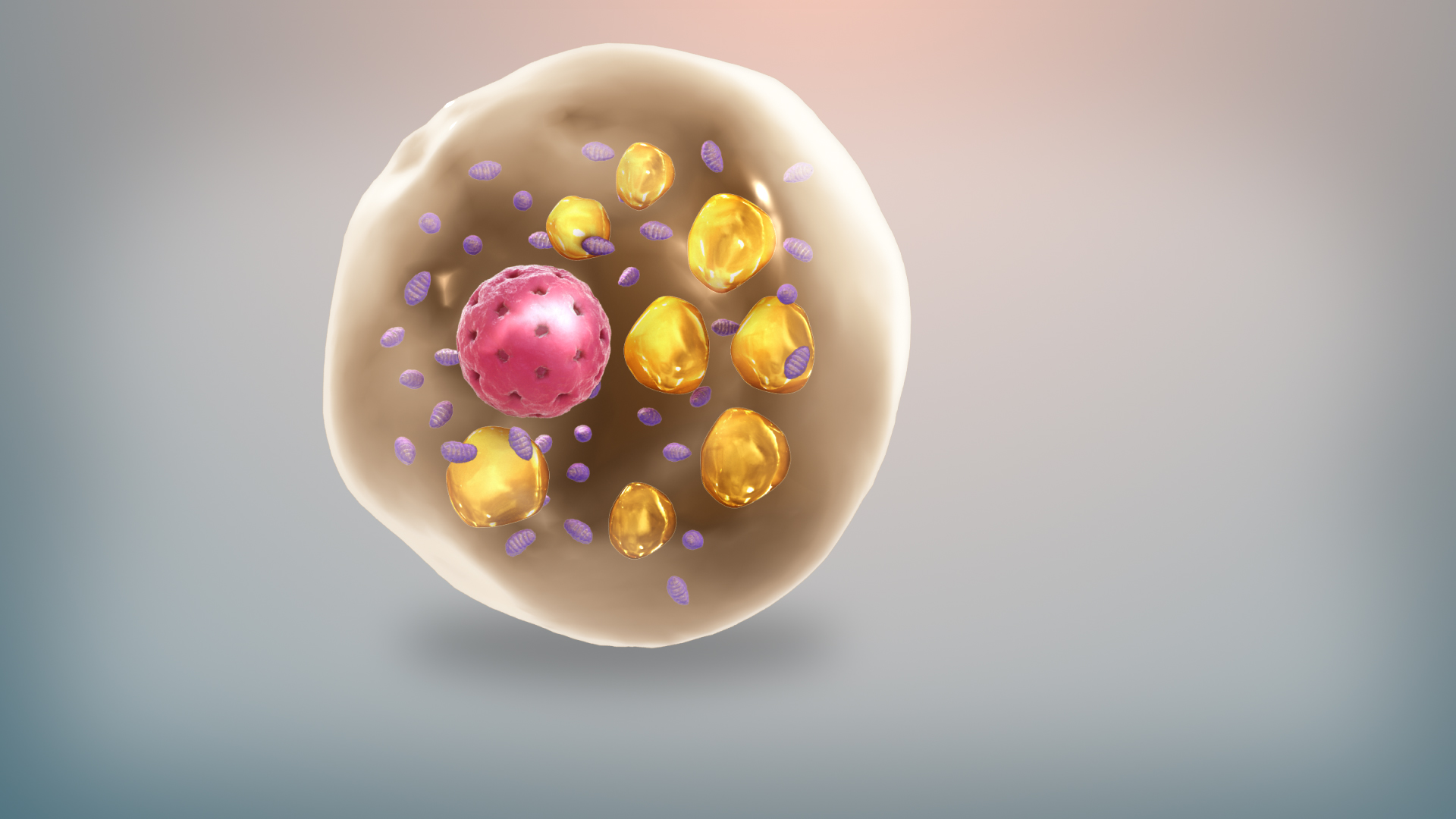
Bruine adipocyt

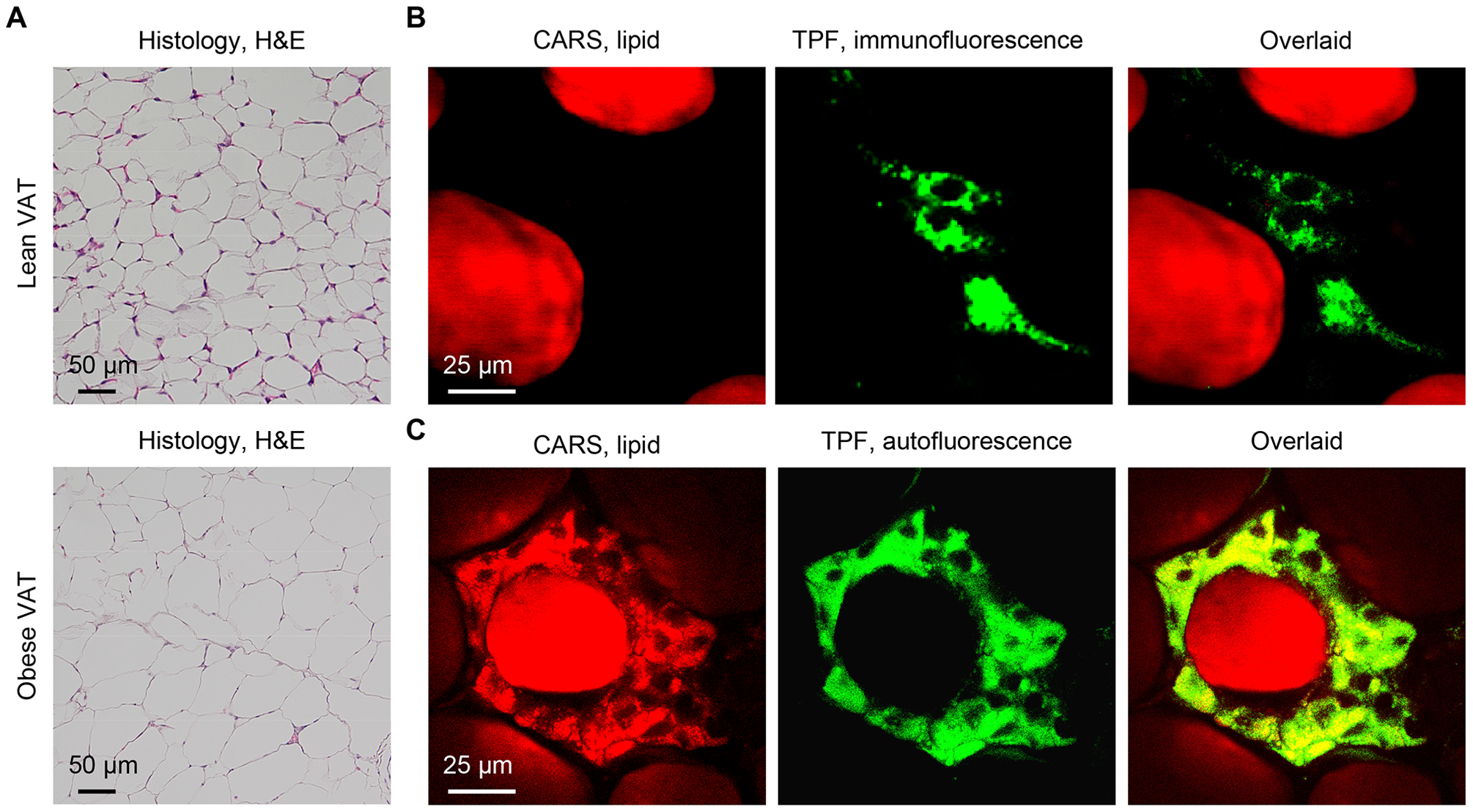
Visceraal vetweefsel (VAT) bij een muis. (A) Histologie van magere (bovenste paneel) en obese (onderste paneel) VAT's. (B) CARS-beeldvorming van lipidedruppels van adipocyten (rood) en tweefotonenfluorescentie (TPF)-beeldvorming van preadipocyten (groen) die immuungelabeld zijn met FITC-geconjugeerde antilichamen tegen Pref-1 van een magere VAT. (C) CARS-beeldvorming (Coherent anti-Stokes Raman scattering spectroscopy) van lipidedruppels (rood) en tweefotonenautofluorescentiebeeldvorming van niet-geïdentificeerde cellen (groen) rond een adipocyt van een obese VAT.

Adipocyten, ook wel lipocyten en vetcellen genoemd, zijn de cellen die voornamelijk vetweefsel vormen, gespecialiseerd in het opslaan van energie als vet. Ze zijn 50 tot 150 µm groot. Een adipocyt kan maximaal ongeveer 1 µg vet opslaan. Adipocyten zijn afgeleid van mesenchymatische stamcellen waaruit adipocyten ontstaan door adipogenese. In celkweek kunnen adipocytenvoorlopers ook osteoblasten, myocyten en andere celtypen vormen. Ze staan via netvormige structuren in verbinding met de cellen in de buurt en kunnen daarom tot de groep van de reticulumcellen worden gerekend. Adipocyten ontwikkelen zich uit lipoblasten. Ze staan via netvormige structuren in verbinding met de cellen in de buurt en kunnen daarom tot de groep van de reticulumcellen worden gerekend. Ongeveer 10% van de adipocyten wordt elk jaar vervangen (celvernieuwing).
Er zijn drie soorten vetweefsel, wit vetweefsel, bruin vetweefsel en beige vetweefsel, die ook bekend staan als respectievelijk wit, bruin en beige vet, en die drie soorten vetcellen omvatten.

## Structuur

Witte, beige en bruine apocyten

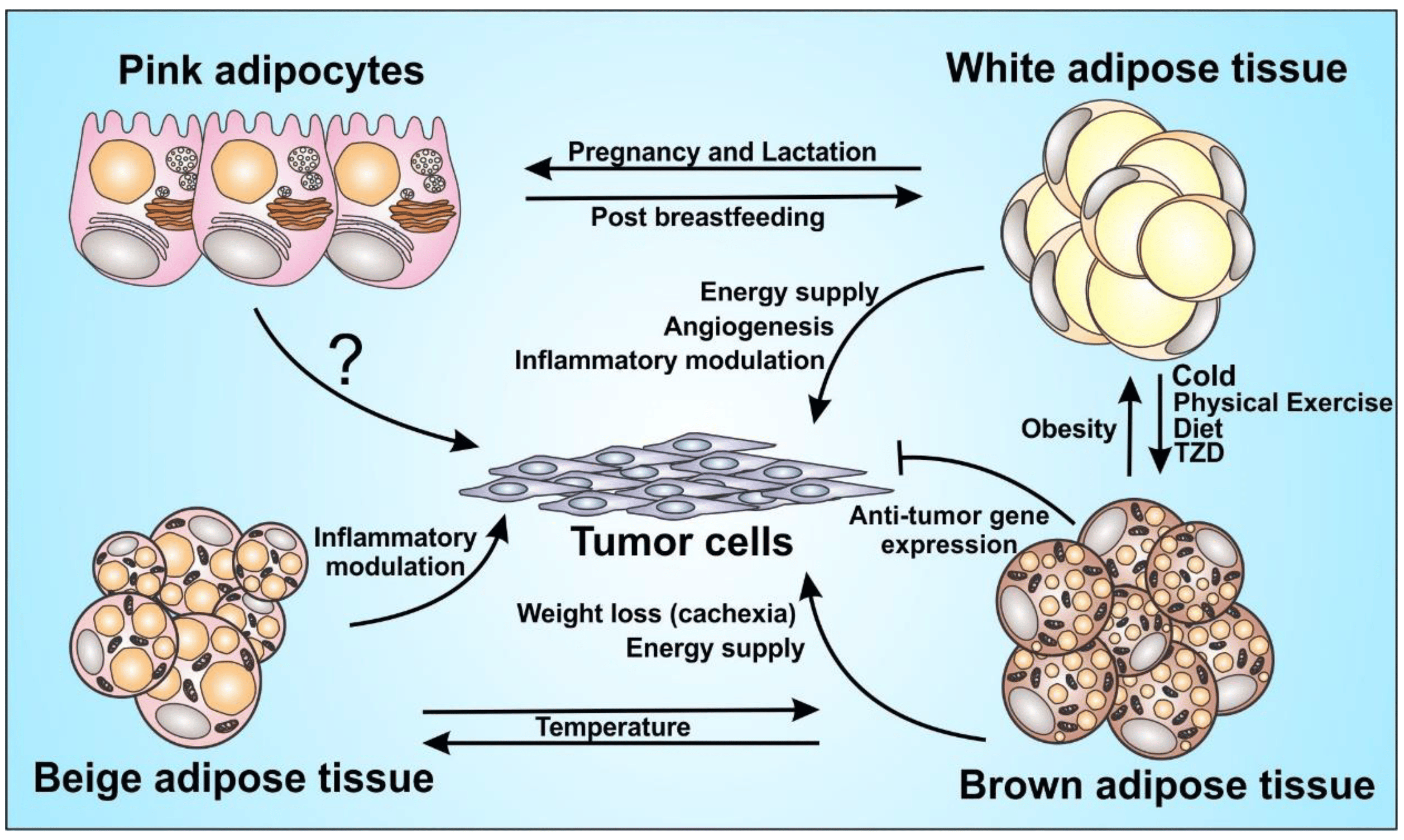
Adipocytenfunctie bij tumorprogressie met witte, beige, bruine en roze adipocyten

### Witte adipocyt
Witte adipocyten bevatten één vacuole (uniloculair) gevuld met lipide omgeven door een laag cytoplasma. Deze vacuole vult de cel bijna volledig (98%), waardoor er nauwelijks ruimte overblijft voor de celorganellen. De celkern is afgeplat en naar de rand geduwd. Een typische adipocyt heeft een diameter van 0,1 µm, sommige zijn twee keer zo groot en andere half zo groot. Deze schattingen van de grootte zijn echter grotendeels afhankelijk van de meetmethode en de locatie van het vetweefsel. Het opgeslagen vet bevindt zich in een halfvloeibare toestand en bestaat voornamelijk uit triglyceriden en cholesterylester. Witte adipocyten scheiden veel eiwitten af die als adipokines werken, zoals resistine, adiponectine, leptine, apeline en anorexigeen. Daarnaast vormen ze lipasen, waarmee ze de triglyceriden in de lipidevacuole kunnen afbreken en bruikbare vetzuren en glycerol kunnen produceren. Dit enzym wordt geremd door insuline, dat in de periode na de maaltijd vrijkomt. Een gemiddelde volwassen mens heeft 25 - 35 miljard adipocyten met een gewicht van 13,5 kg. Als een kind of adolescent voldoende overgewicht krijgt, kan het absolute aantal adipocyten toenemen tot de leeftijd van vierentwintig. Als een volwassene (die als kind of adolescent nooit obees was) overgewicht krijgt, nemen de adipocyten over het algemeen toe in omvang, niet in aantal, hoewel er enig niet-conclusief bewijs is dat suggereert dat het aantal adipocyten ook zou kunnen toenemen als de bestaande adipocyten groot genoeg worden (zoals bij bijzonder ernstige vormen van obesitas).Het aantal adipocyten is moeilijk te verminderen door middel van dieet, hoewel enig bewijs suggereert dat het aantal adipocyten kan afnemen als het gewichtsverlies gedurende een voldoende lange periode wordt volgehouden (> 1 jaar; hoewel het voor mensen met grotere en talrijkere adipocyten extreem moeilijk is om het gewichtsverlies zo lang vol te houden).
Een grote meta-analyse heeft aangetoond dat de celgrootte van wit vetweefsel afhankelijk is van meetmethoden, vetweefseldepots, leeftijd en body mass index; voor dezelfde mate van obesitas werden toenames in de grootte van adipocyten ook geassocieerd met de dysregulaties in glucose- en lipidenmetabolisme.

#### Beenmergadipocyt
Beenmergadipocyten zijn uniloculaire witte adipocyten in het beenmerg. Het beenmergvetweefseldepot is slecht begrepen in termen van zijn fysiologische functie en relevantie voor de gezondheid van de botten. Beenmergvetweefsel breidt zich uit in toestanden van lage botdichtheid, maar breidt zich ook uit bij obesitas. De reactie van beenmergvetweefsel op lichaamsbeweging benadert die van wit vetweefsel. Door lichaamsbeweging neemt zowel de grootte van de adipocyten als het volume van het beenmergvetweefsel af, zoals gekwantificeerd door MRI- of μCT-beelden van bot gekleurd met de lipidebinder osmium.

#### Beige adipocyt
Witte, onderhuidse adipocyten hebben het vermogen om onder invloed van kou te 'bruinen', dat wil zeggen dat ze cellen worden die lijken op bruine adipocyten met multiloculaire, meerdere vacuolen gevuld met kleine lipidedruppeltjes, een groter aantal mitochondriën en het vermogen tot thermogenese. Deze bruine adipocyten in het witte vetweefsel worden daarom beige adipocyten genoemd. Deze beige cellen verschillen in hun genetisch profiel van witte en bruine adipocyten, maar lijken qua functie veel meer op bruine adipocyten.[9] Het zogenaamde bruinen wordt in gang gezet door sympathische activiteit en noradrenaline en verloopt dus met dezelfde processen als de activering van bruin vetweefsel.

#### Roze adipocyt
Roze adipocyten zijn melkafscheidende alveolaire cellen die kunnen ontstaan door transdifferentiatie van witte adipocyten tijdens de zwangerschap en borstvoeding. Deze cellen worden gekenmerkt door overvloedige cytoplasmatische lipidedruppels, apicaal oppervlak met microvilli, rondachtige en grote centraal gelegen celkern, een robuust ruw endoplasmatisch reticulum (RER), golgi-apparaat en melkbevattende vesikels. Omdat het vet-orgaan tijdens de zwangerschap en lactatie een roze kleur krijgt, werden deze epitheliale kliercellen roze adipocyten genoemd. Bewijs heeft de hypothese van wit-naar-roze transdifferentiatie, roze-naar-bruine transdifferentiatie en reversibele bruine-naar-myoepitheliale celconversie ondersteund, wat nogmaals de intense plasticiteit aantoont die kenmerkend is voor vet-organen.

### Bruine adipocyt
Bruine adipocyten hebben een polyhedrale vorm en een diameter van ongeveer 30 µm. In tegenstelling tot witte adipocyten hebben deze cellen een aanzienlijk cytoplasma met veel met lipidedruppeltjes gevulde vacuolen. De celkern is rond en hoewel excentrisch gelegen, bevindt deze zich niet in aan de rand van de cel. De bruine kleur komt van de grote hoeveelheid mitochondriën. Bruin vet, ook bekend als "babyvet", wordt gebruikt om warmte te genereren door fosforylering van vetzuren in de talrijke mitochondriën. Ze worden aangetroffen bij dieren die een winterslaap houden en bij pasgeboren dieren. Bij laatstgenoemde zorgen ze voor thermische aanpassing tijdens de overgang van de moederlijke omgeving (37°C) naar de externe omgeving (ongeveer 20°C). Bij de foetus en de pasgeborene worden dit type adipocyten aangetroffen om de nieren en het hart, tussen de schouderbladen en naast de bloedvaten. Bruine apocyten zijn verantwoordelijk voor de activering van een UCP-ontkoppelend eiwit (UCP1 of thermogenine), waardoor energie rechtstreeks voor het regelen van de lichaamstemperatuur kan worden gebruikt en niet meer voor de productie van adenosinetrifosfaat nodig is.

## Ontwikkeling
Pre-adipocyten zijn ongedifferentieerde fibroblasten die gestimuleerd kunnen worden om adipocyten te vormen. Onderzoeken hebben licht geworpen op mogelijke moleculaire mechanismen bij de vorming van pre-adipocyten, hoewel de exacte afstamming van adipocyten nog steeds onduidelijk is. De variatie in lichaamsvetverdeling als gevolg van normale groei wordt beïnvloed door de voedings- en hormonale status, afhankelijk van intrinsieke verschillen in cellen die in elke vet-opslag worden aangetroffen.
Het exacte proces van differentiatie van mesenchymatische stamcellen in bruine adipocyten is onduidelijk. Bruin vetweefsel verschilt in ontwikkeling van wit vetweefsel doordat het een gemeenschappelijke voorloper heeft met de spiercel. Gezien de metabolische overeenkomsten is dit logisch. Er werden echter ook bruine adipocyten gevonden zonder de gemeenschappelijke voorloper met de spiercel, waardoor onderzoekers aannemen dat de bruine adipocyten een verschillende oorsprong hebben en ook enigszins verschillen als gedifferentieerde cellen, wat ook wel adipocytenheterogeniteit wordt genoemd.
Mesenchymatische stamcellen kunnen differentiëren tot adipocyten, bindweefsel, spieren of botten.
De voorloper van de volwassen cel wordt een lipoblast genoemd en een tumor van dit celtype staat bekend als een liposarcoom.

## Endocriene rol
Adipocyten kunnen oestrogenen synthetiseren uit androgenen, wat mogelijk de reden is waarom ondergewicht of overgewicht risicofactoren zijn voor onvruchtbaarheid. Bovendien zijn adipocyten verantwoordelijk voor de productie van het hormoon leptine. Leptine is belangrijk bij de regulering van de eetlust en fungeert als een verzadigingsfactor.

## Aantal adipocyten
Er is aangetoond dat adipocyten bij sommige muizen in aantal afnemen door vasten en andere eigenschappen werden waargenomen bij blootstelling aan kou.
Als de adipocyten in het lichaam hun maximale vetcapaciteit bereiken, kunnen ze zich delen om extra vetopslag mogelijk te maken.
Volwassen ratten van verschillende stammen werden obees toen ze gedurende meerdere maanden een zeer smakelijk dieet kregen. Analyse van hun vetweefselmorfologie onthulde toenames in zowel de grootte als het aantal adipocyten in de meeste opslagplaatsen. Herintroductie van een gewoon voerdieet bij dergelijke dieren veroorzaakte een periode van gewichtsverlies waarin alleen de gemiddelde adipocytgrootte weer normaal werd. Het aantal adipocyten bleef op het verhoogde niveau dat werd bereikt tijdens de periode van gewichtstoename.
Volgens sommige rapporten en leerboeken kan het aantal adipocyten toenemen in de kindertijd en adolescentie, hoewel de hoeveelheid bij volwassenen meestal constant is. Personen die als volwassenen obees worden, in plaats van als adolescenten, hebben niet meer adipocyten dan voorheen.
Mensen die al dik zijn sinds hun kindertijd, hebben over het algemeen een verhoogd aantal adipocyten. Mensen die als volwassene dik worden, hebben mogelijk niet meer adipocyten dan hun magere leeftijdsgenoten, maar hun adipocyten zijn groter. Over het algemeen vinden mensen met een teveel aan adipocyten het moeilijker om af te vallen en het gewicht eraf te houden dan de zwaarlijvigen die gewoon vergrote adipocyten hebben.
Adipocyten reageren regionaal op de overvoedering die bij volwassen proefpersonen werd bestudeerd. In het bovenlichaam correleerde een toename van de adipocytengrootte met de toename van het bovenlichaamsvet; het aantal adipocyten veranderde echter niet significant. In tegenstelling tot de reactie van de adipocyten in het bovenlichaam, nam het aantal adipocyten in het onderlichaam wel significant toe tijdens het verloop van het experiment. Opvallend is dat er geen verandering was in de grootte van de adipocyten in het onderlichaam.

## Aanpassing
Obesitas wordt gekenmerkt door de uitbreiding van vetmassa, door toename van de grootte van adipocyten (hypertrofie) en, in mindere mate, celproliferatie (hyperplasie). In het vetweefsel van obese personen is er een verhoogde productie van metabolismemodulatoren, zoals glycerol, hormonen, macrofaagstimulerende chemokines en ontstekingsbevorderende cytokines, wat leidt tot de ontwikkeling van insuline-resistentie De productie van deze modulatoren en de resulterende pathogenese van insuline-resistentie worden waarschijnlijk veroorzaakt door adipocyten en macrofagen van het immuunsysteem die het weefsel infiltreren.
De vetproductie in adipocyten wordt sterk gestimuleerd door insuline. Door de activiteit van de pyruvaatdehydrogenase en de acetyl-CoA-carboxylase-enzymen te reguleren, bevordert insuline de synthese van onverzadigde vetzuren. Het bevordert ook de opname van glucose en induceert SREBF1 (sterol regulatory element-binding transcription factor 1), dat de transcriptie van genen activeert die lipogenese stimuleren.
SREBF1 is een transcriptiefactor die wordt gesynthetiseerd als een inactief proteïne-precursor dat door twee membraan-overspannende helices in het endoplasmatisch reticulum (ER)-membraan wordt ingevoegd. Ook verankerd in het ER-membraan is SCAP (SREBF-cleavage activating protein), dat SREBF1 bindt. Het SREBF1-SCAP-complex wordt in het ER-membraan vastgehouden door INSIG1 (insulin-induced gene 1 protein). Wanneer sterolniveaus uitgeput zijn, geeft INSIG1 SCAP vrij en kan het SREBF1-SCAP-complex worden geplaatst in transportvesikels die zijn gecoat door het coatomer COPII en die worden geëxporteerd naar het golgicomplex. In het golgicomplex wordt SREBF1 gekliefd en vrijgegeven als een transcriptioneel actief volwassen eiwit. Het is dan vrij om te transloceren naar de celkern en de expressie van zijn doelgenen te activeren..
Klinische studies hebben herhaaldelijk aangetoond dat hoewel insuline-resistentie gewoonlijk wordt geassocieerd met obesitas, de membraanfosfolipiden van de adipocyten van obese patiënten over het algemeen nog steeds een verhoogde mate van onverzadigdheid van vetzuren vertonen. Dit lijkt te wijzen op een adaptief mechanisme dat de adipocyt in staat stelt zijn functionaliteit te behouden, ondanks de toegenomen opslagvereisten die worden geassocieerd met obesitas en insuline-ongevoligheid.
Uit een onderzoek uit 2013 bleek dat, terwijl de mRNA-expressie van INSIG1 en SREBF1 was afgenomen in het vetweefsel van obese muizen en mensen, de hoeveelheid actieve SREBF1 was toegenomen in vergelijking met normale muizen en niet-obese patiënten. Deze downregulatie van de INSIG1-expressie in combinatie met de toename van volwassen SREBF1 was ook gecorreleerd met het behoud van de genexpressie van het SREBF1-doelwit. Het lijkt er dus op dat door de downregulatie van INSIG1 er een reset plaatsvindt van de INSIG1/SREBF1-lus, waardoor het behoud van actieve SREBF1-niveaus mogelijk is. Dit lijkt te helpen compenseren voor de anti-lipogene effecten van insuline-resistentie en zo de opslagcapaciteit van vet in adipocyten en de beschikbaarheid van geschikte niveaus van onverzadigde vetzuren te behouden in het licht van de nutritionele druk van obesitas.

## Aangeboren afwijking
Er bestaan aangeboren afwijkingen waarbij sprake is van een volledig tekort aan adipocyten, zoals bij de ziekte van Barraquer-Simons..
Dit artikel of een eerdere versie ervan is een (gedeeltelijke) vertaling van het artikel Adipocyte op de Engelstalige Wikipedia, dat onder de licentie Creative Commons Naamsvermelding/Gelijk delen valt. Zie de bewerkingsgeschiedenis aldaar.